# Lidingö rock
Lidingö Rock är en av Storstockholms största musiktävlingar för osignade band. Tävlingen har ägt rum varje år sedan 1987 och arrangeras av Skärsätragården i samarbete med musikföreningen Electrica. Deltävlingarna hålls vanligtvis på Skärsätragården och finalen på Elverket på Lidingö.